# كولبي ميلر
كولبي ميلر (بالإنجليزية: Colby Miller)‏ هو صانع فيديو ساخر ‏ أمريكي، ولد في 19 فبراير 1980 في سباناواي في الولايات المتحدة.

## وصلات خارجية
- كولبي ميلر على موقع IMDb (الإنجليزية)